# 쇠비늘꼬리청서
쇠비늘꼬리청서(Idiurus macrotis)는 비늘꼬리청서과에 속하는 아프리카 서부와 중부에서 서식하는 쇠비늘꼬리청서 설치류의 일종이다. 쇠비늘꼬리날다람쥐 또는 긴귀날다람쥐로도 불리는 설치류지만, 다람쥐도 쥐도 아니다. 포획 상태에서 생존이 아주 어렵기 때문에 습성이 거의 알려져 있지 않다.